# Sunrise industry

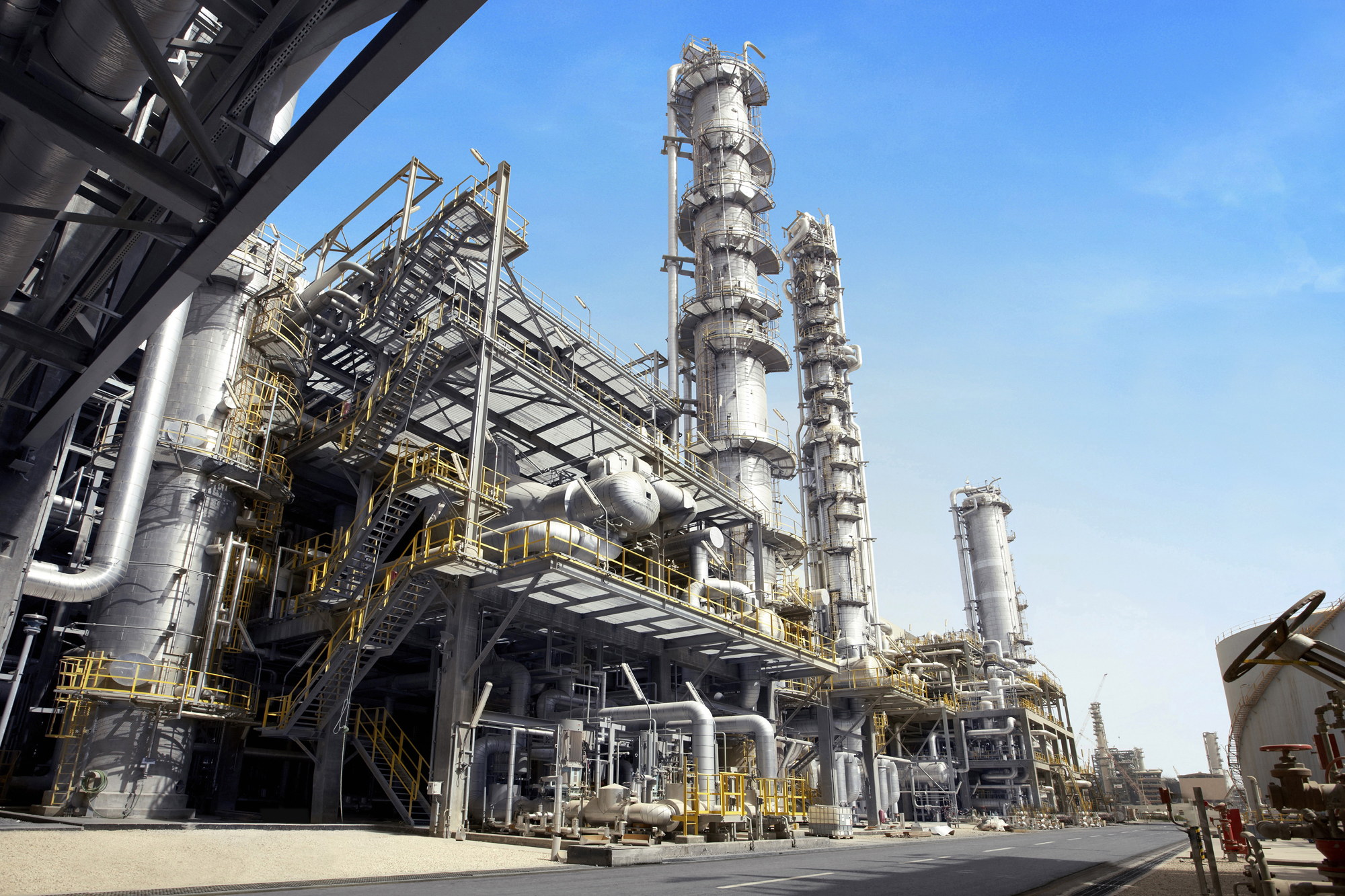
L’industrie pétrochimique, une industrie en plein essor.

Une sunrise industry (littéralement, industrie de lever du soleil) est un terme anglais pour qualifier une industrie relativement récente montrant une croissance rapide et susceptible de devenir importante dans le futur.
Le tourisme spatial, l'énergie à hydrogène ou encore les encyclopédies en ligne sont autant d'exemples de sunrise industries.